# Хіттолово
Хіттолово (рос. Хиттолово) — присілок у Всеволожському районі Ленінградської області Російської Федерації.
Населення становить 179 осіб. Належить до муніципального утворення Лесколовське сільське поселення.

## Історія
Від 1 серпня 1927 року належить до Ленінградської області.

## Населення
| 1838 | 1848 | 1862 | 1896 | 1926 | 1939 | 1958 |
| ---- | ---- | ---- | ---- | ---- | ---- | ---- |
| 483  | ↗519 | ↘444 | ↘343 | ↗683 | ↗778 | ↘472 |
| 1997 | 2007 | 2010 | 2013 | 2017 |      |      |
| ↘54  | ↗65  | ↗133 | ↗203 | ↘179 |      |      |